# Guilty Until Proven Innocent
Guilty Until Proven Innocent è il terzo singolo estratto da The Dynasty: Roc La Familia, quinto album del rapper statunitense Jay-Z. Pubblicato il 13 marzo 2001 da Def Jam e Roc-A-Fella, è prodotto da Rockwilder e presenta la prima collaborazione con R. Kelly.
La canzone si riferisce alla presunzione d'innocenza e a come la stampa ha dipinto Jay-Z accusandolo di aver pugnalato il suo ex socio Lance Rivera durante una festa per il lancio di Amplified del rapper Q-Tip. Rivera restò vivo e, paradossalmente, nel 2001 Jay-Z si dichiarò colpevole di averlo accoltellato: scontò 3 anni in libertà vigilata, quando andando a processo avrebbe potuto rischiarne fino a 15 di prigione.
Il singolo entra nella Hot 100, ma non scala le classifiche statunitensi.

## Tracce

### CD
1. Guilty Until Proven Innocent (Radio Edit)
2. Guilty Until Proven Innocent (Album Version)
3. Change the Game
4. Guilty Until Proven Innocent (Enhanced Video)

### Vinile
Lato A
1. Guilty Until Proven Innocent (Radio Edit)
2. Guilty Until Proven Innocent (LP Version)
3. Guilty Until Proven Innocent (Instrumental)

Lato B
1. 1-900-HUSTLER (Radio Edit)
2. 1-900-HUSTLER (LP Version)
3. 1-900-HUSTLER (Instrumental)

## Classifiche

### Classifiche settimanali
| Classifica (2001)        | Posizione massima |
| ------------------------ | ----------------- |
| Stati Uniti              | 82                |
| US Hot R&B/Hip-Hop Songs | 29                |
| US Hot Rap Songs         | 12                |